# 24K Magic
24K Magic (pronunciado "twenty-four karat magic") é o terceiro álbum de estúdio do cantor norte-americano Bruno Mars. Foi lançado em 18 de novembro de 2016, pela Atlantic Records. As sessões de gravação ocorreram entre 2015 e 2016, enquanto o terceiro álbum foi produzido na sua totalidade pela Shampoo Press & Curl, que está a trabalhar como produtor executivo, com a produção adicional de The Stereotypes, Jeff Bhasker e Emile Haynie. Ele marca a primeira vez que Mars não produziu sob The Smeezingtons.
Sua faixa-título foi lançada como o 1° single do álbum em 7 de outubro de 2016. A canção alcançou a posição número 4 na parada americana Billboard Hot 100 e foi certificada 5x platina pela RIAA. O 2° single foi a faixa That's What I Like, que teve sua primeira performance no Grammy Award, mais tarde ganhou um videoclipe e rapidamente superou o single anterior na Billboard Hot 100 chegando ao topo. O terceiro single, lançado em junho de 2017, foi "Versace On The Floor". O tema recebeu um remix de David Guetta.
Em julho de 2017, o álbum alcançou o número de 1 milhão de cópias vendidas dos EUA.

## Faixas
| N.º            | Título                    | Compositor(es)                                                                           | Produtor(es)                             | Duração |  |
| 1.             | "24K Magic"               | Bruno Mars Philip Lawrence Christopher Brody Brown                                       | Shampoo Press & Curl The Stereotypes [a] | 3:46    |  |
| 2.             | "Chunky"                  | Mars Lawrence Brown James Fauntleroy                                                     | Shampoo Press & Curl                     | 3:06    |  |
| 3.             | "Perm"                    | Mars Lawrence Brown Fauntleroy Homer Steinweiss Trevor Lawrence, Jr.                     | Shampoo Press & Curl                     | 3:30    |  |
| 4.             | "That's What I Like"      | Mars Lawrence Brown Fauntleroy Johnathan Yip Ray Romulus Jeremy Reeves Ray McCullough II | Shampoo Press & Curl The Stereotypes [b] | 3:26    |  |
| 5.             | "Versace on the Floor"    | Mars Lawrence Brown Fauntleroy                                                           | Shampoo Press & Curl                     | 4:21    |  |
| 6.             | "Straight Up & Down"      | Mars Lawrence Brown Fauntleroy Faheem Najm Carl Martin Marc Gay                          | Shampoo Press & Curl Emile Haynie        | 3:18    |  |
| 7.             | "Calling All My Lovelies" | Mars Lawrence Brown Fauntleroy Haynie Jeff Bhasker                                       | Shampoo Press & Curl Haynie Bhasker      | 4:10    |  |
| 8.             | "Finesse"                 | Mars Lawrence Brown Fauntleroy Yip Romulus Reeves McCullough II                          | Shampoo Press & Curl The Stereotypes     | 3:10    |  |
| 9.             | "Too Good to Say Goodbye" | Mars Lawrence Brown Bhasker Kenneth Babyface Edmonds                                     | Shampoo Press & Curl                     | 4:41    |  |
| Duração total: | Duração total:            | Duração total:                                                                           | Duração total:                           | 33:28   |  |

| 24K Magic – Vídeo bônus na versão digital |                          |                    |         |  |
| N.º                                       | Título                   | Diretor(es)        | Duração |  |
| 10.                                       | "24K Magic" (videoclipe) | Mars Cameron Duddy | 3:46    |  |

Notas
- ↑a  significa produtor adicional.
- ↑b  significa co-produtor.
- "24K Magic" contém talkbox de Mr. TalkBox.
- "Calling All My Lovelies" contém vocal adicional não creditado de Halle Berry.[7][8]

Créditos de samples
- "Straight Up & Down" contém uma interpolação de "Baby I'm Yours" executada por Shai.[8]

## Posições nas paradas musicais
| Paradas (2016–17)                       | Melhor posição |
| --------------------------------------- | -------------- |
| Argentina (CAPIF)                       | 6              |
| Austrália (ARIA)                        | 3              |
| Áustria (Ö3 Austria Top 40)             | 14             |
| Bélgica (Ultratop Flandres)             | 4              |
| Bélgica (Ultratop Valônia)              | 5              |
| Canadá (Billboard)                      | 2              |
| Croácia (TopList)                       | 4              |
| República Tcheca (ČNS IFPI)             | 17             |
| Dinamarca (Hitlisten)                   | 9              |
| Países Baixos (Dutch Charts)            | 5              |
| Finlândia (Suomen virallinen lista)     | 17             |
| França (SNEP)                           | 2              |
| Alemanha (Offizielle Deutsche Charts)   | 9              |
| Hungria (MAHASZ)                        | 5              |
| Irlanda (IRMA)                          | 4              |
| Itália (FIMI)                           | 14             |
| Japão (Oricon)                          | 3              |
| México (AMPROFON)                       | 7              |
| Nova Zelândia (RMNZ)                    | 2              |
| Noruega (VG-lista)                      | 9              |
| Polónia (ZPAV)                          | 34             |
| Portugal (AFP)                          | 9              |
| Escócia (Official Scottish Albums)      | 5              |
| Espanha (PROMUSICAE)                    | 4              |
| Suécia (Sverigetopplistan)              | 7              |
| Suíça (Schweizer Hitparade)             | 4              |
| Taiwan (Five Music)                     | 1              |
| Reino Unido (Official Albums Chart)     | 3              |
| Estados Unidos (Billboard 200)          | 2              |
| Estados Unidos (Top R&B/Hip Hop Albums) | 1              |

| Paradas (2016)              | posição |
| --------------------------- | ------- |
| Austrália (ARIA)            | 33      |
| Bélgica (Ultratop Flanders) | 36      |
| Bélgica (Ultratop Wallonia) | 81      |
| Países Baixos (MegaCharts)  | 59      |
| França (SNEP)               | 33      |
| México (AMPROFON)           | 79      |
| Nova Zelândia (RMNZ)        | 27      |
| Reino Unido (OCC)           | 24      |

| Paradas (2017)                 | Posição |
| ------------------------------ | ------- |
| Estados Unidos (Billboard 200) | 2       |